# Frans Geleyns

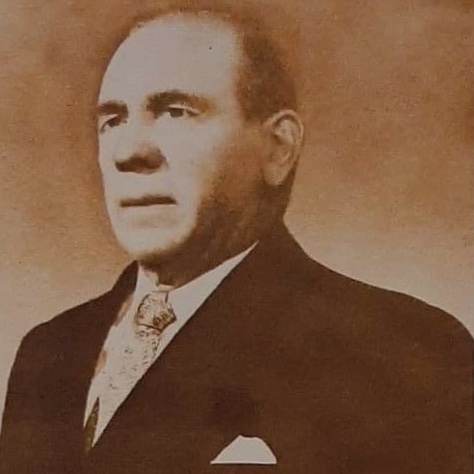
Portret van burgemeester Frans Geleyns.

Frans Geleyns (1896-1972) was een Belgisch politicus en burgemeester van de voormalige gemeente Linden, die sinds 1977 tot de fusiegemeente Lubbeek behoort.
Op 10 maart 1947 werd hij door prins-regent Karel van België benoemd tot burgemeester, met ingang vanaf 1 januari 1947. Een rol die hij  10 jaar zou vervullen, tot hij de fakkel op 1 januari 1958 doorgaf aan de liberaal Roger Wierinckx.
Het portret van Geleyns hangt in een reeks van voormalige Lindense burgemeesters in het gemeentehuis van Lubbeek.

## Trivia
- Geleyns is de oom van de Holsbeekse burgemeester Jules Delauré en een verwant van Leuvens schepen Johan Geleyns en basketbalspeler en -coach Johan Geleyns.